# Ludwik Sycylijski (hrabia Trani)
Ludwik Maria Burbon-Sycylijski (1 sierpnia 1838, w Neapolu - 8 czerwca 1886, w Paryżu) – hrabia Trani, następca tronu Królestwa Obojga Sycylii.
Urodził się jako najstarszy syn Ferdynanda II, króla Obojga Sycylii, i jego drugiej żony Marii Teresy, arcyksiężniczki austriackiej. Jego matka była córką Karola Ludwika Habsburga, księcia Cieszyna i Henrietty, protestanckiej księżniczki Nassau-Weilburg.
W 1859 r. zmarł ojciec Ludwika. Królem Obojga Sycylii został starszy brat przyrodni Ludwika - Franciszek II, ale ponieważ on i jego żona Maria Zofia Bawarska nie mieli dzieci, Ludwik został następcą tronu. W 1861 r. w wyniku wyprawy "Tysiąca czerwonych koszul" pod dowództwem Giuseppe Garibaldi królestwo Obojga Sycylii zostało przyłączone do Królestwa Sardynii i Piemontu. Był to etap jednoczenia wszystkich państewek włoskich w jedno królestwo pod berłem króla Wiktora Emanuela II.
Franciszek pozostał tytularnym królem, a raczej pretendentem do tronu sycylijskiego. Ludwik pozostał tytularnym następcą tronu i funkcję tę pełnił do końca swojego życia. Zmarł przed Franciszkiem, a kolejnym następcą tronu został młodszy brat obydwu panów - Alfonso, hrabia Caserty. Przyczyny jego śmierci pozostają niewyjaśnione. Niektórzy twierdzą, że książę popadł w depresję i pijany rzucił się w wody szwajcarskiego jeziora Zug. Inni uważają, że chorował i zmarł w Paryżu. Jeśli Ludwik popełnił samobójstwo, to jego pogrzeb wywołałby skandal (kościół katolicki nie pozwalalał grzebać samobójców w poświęconej ziemi), który niepotrzebnie zaszkodziłby jego szwagrowi - cesarzowi Franciszkowi Józefowi I i może dlatego istnieją dwie różne wersje wyjaśniające śmierci Ludwika.

## Małżeństwo
5 czerwca 1861 r. Ludwik poślubił Matyldę Ludwikę, księżniczkę bawarską, siostrę cesarzowej Elżbiety "Sissi" i bratowej Ludwika Marii Zofii. Małżeństwo było od początku nieudane. Ludwik zacząć pić, a Matylda Ludwika większość czasu podróżowała razem ze swoimi siostrami. Parze urodziła się jedyna córka Maria Teresa Burbon, księżniczka sycylijska (15 stycznia 1867 - 1 maja 1909), od 1889 r. żona Wilhelma, księcia  Hohenzollern-Sigmaringen (1864–1927).